# 福歌丸
『福歌丸』（ふくうたまる）は、福島テレビで放送されていた音楽情報番組。副題は『Fukushima music ship』。2014年4月5日から2018年3月31日まで放送されていた。

## 概要
福島テレビが2013年に開催した開局50周年感謝ライブ『福歌。2013』をきっかけに、音楽で福島県内を盛り上げるというコンセプトで開始。人事異動で初代福歌丸船長に任命された安河内程子と福島市出身の片平里菜が出演する。
2014年10月より鈴木康一郎が二代目船長に、片平が副船長に就任した。
2017年3月に鈴木康一郎が卒業し、同年4月より伊藤亮太が三代目船長に就任した。

## コーナー
- 音学
- 音箱
- 十人音
- 星組
- アナタトカタリナ
- カタリナクルーズ
- ひとりぼっち秀吉BAND海賊団
- ミッション

## 出演
- 伊藤亮太（三代目船長）
- 片平里菜（副船長）

過去の出演者
- 安河内程子（初代船長）
- 鈴木康一郎（二代目船長）

## 放送
- 本放送：土曜 0時55分 - 1時10分（金曜深夜）
- 再放送：日曜 6時45分 - 7時00分